# 李雪妹
李雪妹（Li Xuemei，1988年11月—），河北省廊坊市香河县人，中国女子自行车運動員。

## 簡歷
2001年，李雪妹開始在廊坊市体育运动学校学习和训练，主要练100米栏；至2005年，才被發掘输送到河北省自行车队进行训练。2006年，她便在河北省第十二届运动会上，代表廊坊市获得场地自行车女子200米金牌 。 
2009年10月17日，李雪妹代表河北省參加全国第十一届运动会，並在第一项比赛自行车女子500米计时赛中，以33秒898的破亚洲纪录成绩，夺得全运会开幕后的首金，也成為史上首位贏得全运会金牌的廊坊籍运动员。